# Liste des volumes de « Découvertes Gallimard » (1re partie)

Cet article est un complément de l'article sur la collection « Découvertes Gallimard ». Il contient la liste du volume 1 au volume 299 et un volume (édition spéciale) sans numéro. Il est suivi de Liste des volumes de « Découvertes Gallimard » (2e partie).

Logo de « Découvertes Gallimard ».

## Volumes 1–99
| No | Titre | Auteur                                                                              | Série                  | Ancienne série                       | Année de première parution | ISBN                     |
| -- | --- | ----------------------------------------------------------------------------------- | ---------------------- | ------------------------------------ | -------------------------- | ------------------------ |
| 1  | À la recherche de l'Égypte oubliée | Jean Vercoutter                                                                     | Archéologie            | Archéologie                          | 1986                       | (ISBN 978-2-07-053028-1) |
| 2  | Vie et Mort des baleines | Yves Cohat, Anne Collet (coauteure de la nouvelle édition parue en 2000)            | Sciences et techniques | Aventures, puis Histoires naturelles | 1986                       | (ISBN 2-07-053020-5)     |
| 3  | La Saga de l'espace | Alain Dupas                                                                         | Sciences et techniques | Techniques                           | 1986                       | (ISBN 2-07-053025-6)     |
| 4  | Picasso : Le sage et le fou | Marie-Laure Bernadac, Paule du Bouchet                                              | Arts                   | Peinture                             | 1986                       | (ISBN 978-2-07-034649-3) |
| 5  | À la conquête du Mont Blanc | Yves Ballu                                                                          | Histoire               | Aventures                            | 1986                       | (ISBN 978-2-07-053017-5) |
| 6  | La Longue Marche vers la Chine moderne | Claude Hudelot                                                                      | Histoire               | Histoire                             | 1986                       | (ISBN 2-07-030423-X)     |
| 7  | Goya d'or et de sang | Jeannine Baticle (en)                                                               | Arts                   | Peinture                             | 1986                       | (ISBN 978-2-07-053023-6) |
| 8  | Blancs et Bleus dans la Vendée déchirée | Jean-Clément Martin                                                                 | Histoire               | Histoire                             | 1986                       | (ISBN 978-2-07-037974-3) |
| 9  | Verdi, la Musique et le Drame (Titre de la nouvelle édition parue en 2000 — Verdi, une passion, un destin)                                                                         | Alain Duault                                                                        | Arts                   | Musique                              | 1986                       | (ISBN 2-07-053526-6)     |
| 10 | Galilée, le messager des étoiles | Jean-Pierre Maury                                                                   | Sciences et techniques | Sciences                             | 1986                       | (ISBN 978-2-07-053019-9) |
| 11 | Esclaves et Négriers | Jean Meyer                                                                          | Histoire               | Histoire                             | 1986                       | (ISBN 978-2-07-034789-6) |
| 12 | Alexandre Dumas ou les Aventures d'un romancier | Christian Biet, Jean-Paul Brighelli, Jean-Luc Rispail                               | Littératures           | Littérature                          | 1986                       | (ISBN 2-07-053021-3)     |
| 13 | Les Vikings, rois des mers | Yves Cohat                                                                          | Histoire               | Invention du monde                   | 1987                       | (ISBN 978-2-07-053027-4) |
| 14 | La Terre des Peaux-Rouges | Philippe Jacquin                                                                    | Histoire               | Histoire                             | 1987                       | (ISBN 978-2-07-053031-1) |
| 15 | Le Grand Défi des pôles | Bertrand Imbert, Claude Lorius (coauteur de la nouvelle édition parue en 2007)      | Histoire               | Aventures                            | 1987                       | (ISBN 9782070530137)     |
| 16 | Pompéi : la cité ensevelie | Robert Étienne                                                                      | Archéologie            | Archéologie                          | 1987                       | (ISBN 9782070348732)     |
| 17 | Van Gogh, le soleil en face | Pascal Bonafoux                                                                     | Arts                   | Peinture                             | 1987                       | (ISBN 9782070395712)     |
| 18 | André Malraux : la création d'un destin | Christian Biet, Jean-Paul Brighelli, Jean-Luc Rispail                               | Littératures           | Littérature                          | 1987                       | (ISBN 9782070530298)     |
| 19 | Les Fossiles, empreinte des mondes disparus | Yvette Gayrard-Valy, Herbert Thomas (coauteur de la nouvelle édition parue en 2000) | Sciences et techniques | Sciences                             | 1987                       | (ISBN 2070530345)        |
| 20 | Les cités perdues des Mayas | Claude-François Baudez, Sydney Picasso                                              | Archéologie            | Archéologie                          | 1987                       | (ISBN 9782070530359)     |
| 21 | Sur des mers inconnues : Bougainville, Cook, Lapérouse (Titre de la nouvelle édition parue en 2004 — Les Découvreurs du Pacifique : Bougainville, Cook, Lapérouse)                 | Étienne Taillemite                                                                  | Histoire               | Aventures                            | 1987                       | (ISBN 2070530388)        |
| 22 | Mahomet, la parole d'Allah | Anne-Marie Delcambre                                                                | Religions              | Religions                            | 1987                       | (ISBN 9782070347872)     |
| 23 | Montaigne : « Que sais-je ? » | Jean-Yves Pouilloux                                                                 | Littératures           | Littérature                          | 1987                       | (ISBN 207053037X)        |
| 24 | L'Écriture, mémoire des hommes | Georges Jean                                                                        | Archéologie            | Archéologie                          | 1987                       | (ISBN 9782070345793)     |
| 25 | Vers l'Ouest : un nouveau monde | Philippe Jacquin                                                                    | Histoire               | Aventures                            | 1987                       | (ISBN 2070530361)        |
| 26 | Le Ciel, ordre et désordre | Jean-Pierre Verdet                                                                  | Sciences et techniques | Traditions                           | 1987                       | (ISBN 2070760839)        |
| 27 | De la Grèce à l'Orient : Alexandre le Grand (Titre de la nouvelle édition parue en 2005 — Alexandre le Grand : De la Grèce à l'Inde)                                               | Pierre Briant                                                                       | Histoire               | Histoire                             | 1987                       | (ISBN 2070530418)        |
| 28 | Entre ciel et mer, le Mont-Saint-Michel | Jean-Paul Brighelli                                                                 | Culture et société     | Architecture                         | 1987                       | (ISBN 9782070357413)     |
| 29 | Brésil, épopée métisse | Mario Carelli                                                                       | Histoire               | Histoire                             | 1988                       | (ISBN 2070530469)        |
| 30 | Gloire et Misère des galères | André Zysberg, René Burlet                                                          | Histoire               | Histoire                             | 1988                       | (ISBN 2070530337)        |
| 31 | L'homme réparé : Artifices, victoires, défis | Louis Avan, Michel Fardeau, Henri-Jacques Stiker                                    | Sciences et techniques | Sciences                             | 1988                       | (ISBN 2070530485)        |
| 32 | Le Sang et les Hommes | Jacques-Louis Binet                                                                 | Sciences et techniques | Sciences                             | 1988                       | (ISBN 2070761568)        |
| 33 | Le destin brisé de l'empire aztèque | Serge Gruzinski                                                                     | Histoire               | Histoire                             | 1988                       | (ISBN 9782070348763)     |
| 34 | La Fièvre de l'or | Michel Le Bris                                                                      | Histoire               | Aventures, puis Invention du monde   | 1988                       | (ISBN 2070530493)        |
| 35 | Cinématographe, invention du siècle | Emmanuelle Toulet                                                                   | Arts                   | Cinéma                               | 1988                       | (ISBN 207053054X)        |
| 36 | Degas : « je voudrais être illustre et inconnu » | Henri Loyrette                                                                      | Arts                   | Peinture                             | 1988                       | (ISBN 9782070760879)     |
| 37 | Les Incas : peuple du Soleil | Carmen Bernand                                                                      | Histoire               | Histoire                             | 1988                       | (ISBN 9782070359813)     |
| 38 | Des dieux regardent les étoiles : Les derniers secrets de l'Île de Pâques (Titre de la nouvelle édition parue en 2004 — L'Île de Pâques : Des dieux regardent les étoiles)         | Catherine Orliac, Michel Orliac                                                     | Histoire               | Histoire                             | 1988                       | (ISBN 2070530639)        |
| 39 | Richard Wagner : L'opéra de la fin du monde | Philippe Godefroid                                                                  | Arts                   | Musique                              | 1988                       | (ISBN 2070530515)        |
| 40 | L'Amazone, un géant blessé | Alain Gheerbrant                                                                    | Histoire               | Aventures                            | 1988                       | (ISBN 2070765237)        |
| 41 | Mozart, aimé des dieux | Michel Parouty                                                                      | Arts                   | Musique                              | 1988                       | (ISBN 9782070327591)     |
| 42 | À vos plumes, citoyens ! : Écrivains, journalistes, orateurs et poètes, de la Bastille à Waterloo                                                                                  | Gérard Gengembre                                                                    | Littératures           | Littérature                          | 1988                       | (ISBN 2070530574)        |
| 43 | L'Histoire vraie des mutins de la Bounty | Yves Kirchner                                                                       | Histoire               | Aventures                            | 1988                       | (ISBN 2070530647)        |
| 44 | Rodin : les mains du génie | Hélène Pinet                                                                        | Arts                   | Sculpture                            | 1988                       | (ISBN 9782070348770)     |
| 45 | Sous le pavillon noir : Pirates et flibustiers | Philippe Jacquin                                                                    | Histoire               | Aventures                            | 1988                       | (ISBN 2070530663)        |
| 46 | David : l'art et le politique | Régis Michel (avec la collaboration de Marie-Catherine Sahut)                       | Arts                   | Peinture                             | 1988                       | (ISBN 207053068X)        |
| 47 | Les Architectes de la liberté | Annie Jacques, Jean-Pierre Mouilleseaux                                             | Arts                   | Architecture                         | 1988                       | (ISBN 2070530671)        |
| 48 | La Révolution des savants | Denis Guedj                                                                         | Sciences et techniques | Sciences                             | 1988                       | (ISBN 2070530698)        |
| 49 | Gauguin : « Ce malgré moi de sauvage » | Françoise Cachin                                                                    | Arts                   | Peinture                             | 1989                       | (ISBN 9782070530700)     |
| 50 | Gandhi, athlète de la liberté | Catherine Clément                                                                   | Histoire               | Histoire                             | 1989                       | (ISBN 9782070355938)     |
| 51 | Berlioz : les deux ailes de l'âme | Christian Wasselin                                                                  | Arts                   | Musique                              | 1989                       | (ISBN 2070765229)        |
| 52 | Comment la terre devint ronde | Jean-Pierre Maury                                                                   | Sciences et techniques | Sciences                             | 1989                       | (ISBN 2070318915)        |
| 53 | Marco Polo et la Route de la Soie | Jean-Pierre Drège                                                                   | Histoire               | Histoire                             | 1989                       | (ISBN 9782070530762)     |
| 54 | Villa, Zapata et le Mexique en feu | Bernard Oudin                                                                       | Histoire               | Histoire                             | 1989                       | (ISBN 2070530825)        |
| 55 | Cézanne : « Puissant et solitaire » | Michel Hoog                                                                         | Arts                   | Peinture                             | 1989                       | (ISBN 9782070444588)     |
| 56 | À la recherche de la Rome antique | Claudia Moatti                                                                      | Archéologie            | Archéologie                          | 1989                       | (ISBN 9782070530731)     |
| 57 | Les Sorcières, fiancées de Satan | Jean-Michel Sallmann                                                                | Culture et société     | Traditions                           | 1989                       | (ISBN 9782070530779)     |
| 58 | Les Miroirs du Soleil : Littératures et classicisme au siècle de Louis XIV (Titre de la nouvelle édition parue en 2000 — Les miroirs du Soleil : Le roi Louis XIV et ses artistes) | Christian Biet                                                                      | Littératures           | Littérature                          | 1989                       | (ISBN 9782070530564)     |
| 59 | Le Triomphe des arcs | Christian Dupavillon, Francis Lacloche                                              | Arts                   | Architecture                         | 1989                       | (ISBN 2070530817)        |
| 60 | Mémoires du Louvre | Geneviève Bresc-Bautier                                                             | Culture et société     | Architecture                         | 1989                       | (ISBN 9782070359806)     |
| 61 | Versailles : Château de la France et orgueil des rois | Claire Constans                                                                     | Culture et société     | Architecture                         | 1989                       | (ISBN 9782070534937)     |
| 62 | La Tour de Monsieur Eiffel | Bertrand Lemoine                                                                    | Culture et société     | Mémoire des lieux                    | 1989                       | (ISBN 9782070530830)     |
| 63 | Quand les Gaulois étaient romains | Françoise Beck, Hélène Chew                                                         | Histoire               | Histoire                             | 1989                       | (ISBN 9782070530946)     |
| 64 | Angkor : la forêt de pierre | Bruno Dagens                                                                        | Archéologie            | Archéologie                          | 1989                       | (ISBN 9782070530915)     |
| 65 | Voltaire : La légende de saint Arouet | Jean Goldzink                                                                       | Littératures           | Littérature                          | 1989                       | (ISBN 2070530795)        |
| 66 | L'homme qui croyait en l'homme : Jean-Jacques Rousseau (Titre de la nouvelle édition parue en 2012 — Jean-Jacques Rousseau : L'homme qui croyait en l'homme)                       | Marc-Vincent Howlett                                                                | Littératures           | Littérature                          | 1989                       | (ISBN 9782070444595)     |
| 67 | Langage de signes : l'écriture et son double | Georges Jean                                                                        | Archéologie            | Archéologie                          | 1989                       | (ISBN 9782070530847)     |
| 68 | Carpeaux : la fièvre créatrice | Laure de Margerie                                                                   | Arts                   | Sculpture                            | 1989                       | (ISBN 9782070530922)     |
| 69 | Le Monde perdu des dinosaures | Jean-Guy Michard                                                                    | Sciences et techniques | Sciences                             | 1989                       | (ISBN 2070530876)        |
| 70 | « Chapeau bas, Messieurs, un génie... » : Frédéric Chopin (Titre de la nouvelle édition parue en 2010 — Chopin : « Chapeau bas, Messieurs, un génie »)                             | Michel Pazdro                                                                       | Arts                   | Musique                              | 1989                       | (ISBN 9782070346516)     |
| 71 | Le Dernier Exil : histoire des bagnes et des forçats | Michel Pierre                                                                       | Histoire               | Histoire                             | 1989                       | (ISBN 9782070530892)     |
| 72 | L'Histoire à la Une : la grande aventure de la Presse | Jacques Wolgensinger                                                                | Histoire               | Histoire                             | 1989                       | (ISBN 2070530868)        |
| 73 | Velázquez : Peintre hidalgo | Jeannine Baticle (en)                                                               | Arts                   | Peinture                             | 1989                       | (ISBN 2070530930)        |
| 74 | La Plume et l'Épée : la littérature, des guerres de Religion à la Fronde | Marie-Madeleine Fragonard                                                           | Littératures           | Littérature                          | 1989                       | (ISBN 2070530558)        |
| 75 | Les paquebots : ambassadeurs des mers | Pierre-Henri Marin                                                                  | Sciences et techniques | Techniques                           | 1990                       | (ISBN 2070530957)        |
| 76 | Rembrandt : le clair, l'obscur | Pascal Bonafoux                                                                     | Arts                   | Peinture                             | 1990                       | (ISBN 9782070327584)     |
| 77 | Les Temples de l'opéra | Thierry Beauvert, Michel Parouty                                                    | Arts                   | Architecture                         | 1990                       | (ISBN 2070531023)        |
| 78 | Dans la nuit des abysses : au fond des océans | Daniel Reyss                                                                        | Sciences et techniques | Nature                               | 1990                       | (ISBN 2070318907)        |
| 79 | Sigmund Freud : « Un tragique à l'âge de la science » | Pierre Babin                                                                        | Sciences et techniques | Sciences                             | 1990                       | (ISBN 9782070349166)     |
| 80 | Les Dialogues du prince et du poète : Littérature française de la Renaissance | Marie-Madeleine Fragonard                                                           | Littératures           | Littérature                          | 1990                       | (ISBN 207053099X)        |
| 81 | La Saga du Tour de France | Serge Laget                                                                         | Culture et société     | Sports et jeux                       | 1990                       | (ISBN 9782070304356)     |
| 82 | Les Gladiateurs du Nouveau Monde : histoire des sports aux États-Unis | Benoît Heimermann                                                                   | Culture et société     | Sports et jeux                       | 1990                       | (ISBN 207053104X)        |
| 83 | La Balle au pied : Histoire du football | Alfred Wahl                                                                         | Culture et société     | Sports et jeux                       | 1990                       | (ISBN 9782070531059)     |
| 84 | La Grèce antique : Archéologie d'une découverte | Roland Étienne, Françoise Étienne                                                   | Archéologie            | Archéologie                          | 1990                       | (ISBN 9782070530434)     |
| 85 | Nouvelle-Calédonie : un paradis dans la tourmente (Titre de la nouvelle édition parue en 1998 — Nouvelle-Calédonie : Vers l'émancipation)                                          | Alban Bensa                                                                         | Histoire               | Histoire                             | 1990                       | (ISBN 2070530884)        |
| 86 | La Naissance de la Grèce : Des Rois aux Cités | Pierre Lévêque                                                                      | Histoire               | Histoire                             | 1990                       | (ISBN 9782070531103)     |
| 87 | Ni empereur ni roi, chef d'orchestre | Georges Liébert                                                                     | Arts                   | Musique                              | 1990                       | (ISBN 2070531147)        |
| 88 | La Bibliothèque nationale de France : Mémoire de l'avenir | Bruno Blasselle, Jacqueline Melet-Sanson                                            | Histoire               | Mémoire des lieux                    | 1990                       | (ISBN 2070343413)        |
| 89 | Les Étrusques : La fin d'un mystère ? | Jean-Paul Thuillier                                                                 | Archéologie            | Archéologie                          | 1990                       | (ISBN 9782070395729)     |
| 90 | William Penn et les Quakers : Ils inventèrent le Nouveau Monde | Jeanne Henriette Louis, Jean-Olivier Héron                                          | Histoire               | Philosophies et religions            | 1990                       | (ISBN 2070530965)        |
| 91 | Newton et la Mécanique céleste | Jean-Pierre Maury                                                                   | Sciences et techniques | Sciences                             | 1990                       | (ISBN 2070317145)        |
| 92 | La Grenouille dans tous ses états | Françoise Wasserman                                                                 | Sciences et techniques | Histoires naturelles                 | 1990                       | (ISBN 2070531090)        |
| 93 | Les Éléphants, piliers du monde | Robert Delort                                                                       | Histoire               | Histoires naturelles                 | 1990                       | (ISBN 2070531066)        |
| 94 | Le Faucon, favori des princes | Corinne Beck, Élisabeth Rémy                                                        | Sciences et techniques | Histoires naturelles                 | 1990                       | (ISBN 2070531082)        |
| 95 | Le Rêve cistercien | Léon Pressouyre                                                                     | Religions              | Philosophies et religions            | 1990                       | (ISBN 9782070317745)     |
| 96 | Champollion : Un scribe pour l'Égypte | Michel Dewachter                                                                    | Archéologie            | Archéologie                          | 1990                       | (ISBN 9782070531035)     |
| 97 | Hô Chi Minh : De l'Indochine au Vietnam | Daniel Hémery                                                                       | Histoire               | Histoire                             | 1990                       | (ISBN 9782070530533)     |
| 98 | Au Néolithique : Les premiers paysans du monde | Catherine Louboutin                                                                 | Histoire               | Histoire                             | 1990                       | (ISBN 9782070531127)     |
| 99 | Quand le Japon s’ouvrit au monde (Nouvelle édition augmentée et mise à jour parue en 2001 — Quand le Japon s'ouvrit au monde : Émile Guimet et les arts d'Asie)                    | Keiko Omoto, Francis Macouin                                                        | Histoire               | Histoire                             | 1990                       | (ISBN 207053118X)        |

## Volumes 100–199
| No  | Titre | Auteur                                                                            | Série                  | Ancienne série         | Année de première parution | ISBN                 |
| --- | --- | --------------------------------------------------------------------------------- | ---------------------- | ---------------------- | -------------------------- | -------------------- |
| 100 | Le Roman vrai de l'Encyclopédie | François Moureau                                                                  | Littératures           | Littérature            | 1990                       | (ISBN 9782070531134) |
| 101 | De Gaulle, pour mémoire | Odile Rudelle                                                                     | Histoire               | Histoire               | 1990                       | (ISBN 9782070438785) |
| 102 | Rimbaud : l'heure de la fuite | Alain Borer                                                                       | Littératures           | Littérature            | 1991                       | (ISBN 9782070531257) |
| 103 | La Gaule retrouvée | Pierre Pinon                                                                      | Archéologie            | Archéologie            | 1991                       | (ISBN 2070531155)    |
| 104 | Tout l'or de Byzance | Michel Kaplan                                                                     | Histoire               | Histoire               | 1991                       | (ISBN 9782070531196) |
| 105 | Les neuf vies du chat | Laurence Bobis                                                                    | Sciences et techniques | Histoires naturelles   | 1991                       | (ISBN 9782070531264) |
| 106 | Beethoven : La force de l'absolu | Philippe A. Autexier                                                              | Arts                   | Musique                | 1991                       | (ISBN 9782070394234) |
| 107 | En garde : Du duel à l'escrime | Pierre Lacaze                                                                     | Culture et société     | Sports et jeux         | 1991                       | (ISBN 2070531201)    |
| 108 | Seurat : Le rêve de l'art-science | Françoise Cachin                                                                  | Arts                   | Peinture               | 1991                       | (ISBN 2070531171)    |
| 109 | Les surréalistes : Une génération entre le rêve et l'action | Jean-Luc Rispail (avec la collaboration de Christian Biet et Jean-Paul Brighelli) | Littératures           | Littérature            | 1991                       | (ISBN 2070531406)    |
| 110 | Pour une plus grande gloire de Dieu : Les missions jésuites | Philippe Lécrivain                                                                | Religions              | Invention du monde     | 1991                       | (ISBN 2070531287)    |
| 111 | Les chemins du sel | Gilbert Dunoyer de Segonzac                                                       | Culture et société     | Traditions             | 1991                       | (ISBN 207076382X)    |
| 112 | De la paume au tennis | Guy Bonhomme                                                                      | Culture et société     | Sports et jeux         | 1991                       | (ISBN 2070531341)    |
| 113 | Les feux de la Terre : Histoires de volcans | Maurice Krafft                                                                    | Sciences et techniques | Sciences               | 1991                       | (ISBN 2070429008)    |
| 114 | L'épopée du jazz 1/ du blues au bop | Franck Bergerot, Arnaud Merlin                                                    | Arts                   | Musique                | 1991                       | (ISBN 9782070531424) |
| 115 | L'épopée du jazz 2/ Au-delà du bop | Franck Bergerot, Arnaud Merlin                                                    | Arts                   | Musique                | 1991                       | (ISBN 9782070531431) |
| 116 | Magnificat : Jean-Sébastien Bach, le cantor | Paule du Bouchet                                                                  | Arts                   | Musique                | 1991                       | (ISBN 2070531449)    |
| 117 | L'Afrique des explorateurs : Vers les sources du Nil | Anne Hugon                                                                        | Histoire               | Invention du monde     | 1991                       | (ISBN 2070531309)    |
| 118 | Les Momies : Un voyage dans l'éternité | Françoise Dunand, Roger Lichtenberg                                               | Archéologie            | Archéologie            | 1991                       | (ISBN 9782070531677) |
| 119 | Jules Verne : Le rêve du progrès | Jean-Paul Dekiss                                                                  | Littératures           | Littérature            | 1991                       | (ISBN 2070531686)    |
| 120 | Christophe Colomb : Amiral de la mer Océane | Michel Lequenne                                                                   | Histoire               | Invention du monde     | 1991                       | (ISBN 2070314707)    |
| 121 | Les travailleurs du fer | Jean-Yves Andrieux                                                                | Sciences et techniques | Techniques             | 1991                       | (ISBN 2070531481)    |
| 122 | La fée Électricité | Alain Beltran                                                                     | Sciences et techniques | Techniques             | 1991                       | (ISBN 2070531465)    |
| 123 | Quelle belle invention que la poste ! | Paul Charbon                                                                      | Sciences et techniques | Sciences et techniques | 1991                       | (ISBN 2070531473)    |
| 124 | La peur du loup | Geneviève Carbone                                                                 | Sciences et techniques | Histoires naturelles   | 1991                       | (ISBN 2070531279)    |
| 125 | La cité des abeilles | Bruno Corbara                                                                     | Sciences et techniques | Histoires naturelles   | 1991                       | (ISBN 2070765199)    |
| 126 | Shakespeare : Comme il vous plaira | François Laroque                                                                  | Littératures           | Littérature            | 1991                       | (ISBN 9782070531707) |
| 127 | L'hiver de glisse et de glace | Yves Ballu                                                                        | Culture et société     | Sports et jeux         | 1991                       | (ISBN 2070531724)    |
| 128 | Rollermania | Sam Nieswizski                                                                    | Culture et société     | Sports et jeux         | 1991                       | (ISBN 2070531384)    |
| 129 | L'Orient des Croisades | Georges Tate                                                                      | Histoire               | Histoire               | 1991                       | (ISBN 9782070347858) |
| 130 | Histoires de kourganes : La redécouverte de l'or des Scythes (Titre de la nouvelle édition parue en 2001 — La redécouverte de l'or des Scythes : Histoires de kourganes)                                     | Véronique Schiltz                                                                 | Archéologie            | Archéologie            | 1991                       | (ISBN 2070531740)    |
| 131 | Monet : « un œil... mais, bon Dieu, quel œil ! » | Sylvie Patin                                                                      | Arts                   | Peinture               | 1991                       | (ISBN 9782070348787) |
| 132 | Toulouse-Lautrec : Les lumières de la nuit | Claire Frèches, José Frèches                                                      | Arts                   | Peinture               | 1991                       | (ISBN 9782070531783) |
| 133 | Jeux Olympiques : La flamme de l'exploit | Françoise Hache                                                                   | Culture et société     | Sports et jeux         | 1992                       | (ISBN 9782070359196) |
| 134 | La grande parade du cirque (Titre de la nouvelle édition parue en 2001 — Le Cirque : Un art à la croisée des chemins)                                                                                        | Pascal Jacob                                                                      | Culture et société     | Traditions             | 1992                       | (ISBN 2070762726)    |
| 135 | Carnaval ou la fête à l'envers | Daniel Fabre                                                                      | Culture et société     | Traditions             | 1992                       | (ISBN 9782070531639) |
| 136 | Guimard : L'Art nouveau | Philippe Thiébaut                                                                 | Arts                   | Architecture           | 1992                       | (ISBN 9782070531943) |
| 137 | Stendhal : L'Italie au cœur | Jean Goldzink                                                                     | Littératures           | Littérature            | 1992                       | (ISBN 2070531937)    |
| 138 | La perspective en jeu : Les dessous de l'image | Philippe Comar                                                                    | Arts                   | Sciences               | 1992                       | (ISBN 9782070531851) |
| 139 | Le crime à l'écran : Une histoire de l'Amérique | Michel Ciment                                                                     | Arts                   | Cinéma                 | 1992                       | (ISBN 2070531953)    |
| 140 | Hollywood : l'usine à rêves | Christian-Marc Bosséno, Jacques Gerstenkorn                                       | Arts                   | Cinéma                 | 1992                       | (ISBN 2070531538)    |
| 141 | L'histoire au cinéma : Le passé retrouvé | Jean-Loup Bourget                                                                 | Histoire               | Cinéma                 | 1992                       | (ISBN 207053152X)    |
| 142 | Barcelone, la passion de la liberté | Pascal Torres Guardiola                                                           | Culture et société     | Mémoire des lieux      | 1992                       | (ISBN 2070531872)    |
| 143 | Afrique du Sud, l'histoire séparée (Titre de la réédition parue en 1992 — La nouvelle Afrique du Sud ; la nouvelle édition parue en 2010 — L'Afrique du Sud : une histoire séparée, une nation à réinventer) | Paul Coquerel                                                                     | Histoire               | Histoire               | 1992                       | (ISBN 2070531813)    |
| 144 | L'heure de la corrida | Claude Pelletier                                                                  | Culture et société     | Sports                 | 1992                       | (ISBN 2070531899)    |
| 145 | Le Beau dans l'Utile, un musée pour les arts décoratifs | Yvonne Brunhammer                                                                 | Culture et société     | Mémoire des lieux      | 1992                       | (ISBN 2070531961)    |
| 146 | Marianne : Les visages de la République | Maurice Agulhon, Pierre Bonte                                                     | Histoire               | Histoire               | 1992                       | (ISBN 2070532089)    |
| 147 | La France à l'école | Yves Gaulupeau                                                                    | Histoire               | Histoire               | 1992                       | (ISBN 2070315452)    |
| 148 | Sissi : L'impératrice anarchiste | Catherine Clément                                                                 | Histoire               | Histoire               | 1992                       | (ISBN 9782070532049) |
| 149 | Rossini : L'opéra de lumière | Damien Colas                                                                      | Arts                   | Musique                | 1992                       | (ISBN 207053202X)    |
| 150 | Balzac : Le Napoléon des lettres | Gérard Gengembre                                                                  | Littératures           | Littérature            | 1992                       | (ISBN 9782070531912) |
| 151 | Le destin de l'Univers : Le big bang, et après | Trinh Xuan Thuan                                                                  | Sciences et techniques | Sciences               | 1992                       | (ISBN 9782070348794) |
| 152 | Le chant de la sirène (Trad. du néerlandais — titre original : De lokroep van de zeemeermin), | Vic de Donder (nl)                                                                | Culture et société     | Traditions             | 1992                       | (ISBN 2070532070)    |
| 153 | Le Douanier Rousseau : un naïf dans la jungle | Gilles Plazy                                                                      | Arts                   | Peinture               | 1992                       | (ISBN 9782070792153) |
| 154 | Géricault : l'invention du réel | Régis Michel                                                                      | Arts                   | Peinture               | 1992                       | (ISBN 2070532143)    |
| 155 | Lawrence en Arabie | Henry Laurens                                                                     | Histoire               | Histoire               | 1992                       | (ISBN 2070531902)    |
| 156 | Les années noires : vivre sous l'Occupation | Henry Rousso                                                                      | Histoire               | Histoire               | 1992                       | (ISBN 9782070399741) |
| 157 | La guerre de Sécession : Les États désunis | André Kaspi                                                                       | Histoire               | Histoire               | 1992                       | (ISBN 9782070531653) |
| 158 | L'Europe des Celtes | Christiane Éluère                                                                 | Histoire               | Histoire               | 1992                       | (ISBN 9782070531714) |
| 159 | Darius : les Perses et l'Empire | Pierre Briant                                                                     | Histoire               | Histoire               | 1992                       | (ISBN 9782070531660) |
| 160 | L'âge du rock | Alain Dister                                                                      | Arts                   | Musique                | 1992                       | (ISBN 9782070532001) |
| 161 | Sang pour sang, le réveil des vampires | Jean Marigny                                                                      | Culture et société     | Traditions             | 1992                       | (ISBN 9782070532032) |
| 162 | Autour du billard | Robert Albouker                                                                   | Culture et société     | Sports et jeux         | 1993                       | (ISBN 2070531805)    |
| 163 | La Loi du ring | Michel Chemin                                                                     | Culture et société     | Sports et jeux         | 1993                       | (ISBN 2070531376)    |
| 164 | Voyous et gentlemen : Une histoire du rugby | Jean Lacouture                                                                    | Culture et société     | Sports et jeux         | 1993                       | (ISBN 9782070531394) |
| 165 | Matisse : « Une splendeur inouïe » | Xavier Girard                                                                     | Arts                   | Peinture               | 1993                       | (ISBN 9782070344048) |
| 166 | La planète bourse : De bas en hauts | Michel Turin                                                                      | Culture et société     | Histoire               | 1993                       | (ISBN 2070532062)    |
| 167 | Un homme, une voix ? : histoire du suffrage universel | Michel Offerlé                                                                    | Histoire               | Histoire               | 1993                       | (ISBN 2070764060)    |
| 168 | La police : une histoire sous influence | Arlette Lebigre                                                                   | Histoire               | Histoire               | 1993                       | (ISBN 2070532364)    |
| 169 | Titien : « l'art plus fort que la nature » (Trad. de l'anglais des États-Unis par Jeanne Bouniort) | David Rosand (en)                                                                 | Arts                   | Peinture               | 1993                       | (ISBN 2070532526)    |
| 170 | Jésus : Le dieu inattendu | Gérard Bessière                                                                   | Religions              | Religions              | 1993                       | (ISBN 9782070531844) |
| 171 | L'heure du grand passage : Chronique de la mort | Michel Vovelle                                                                    | Culture et société     | Traditions             | 1993                       | (ISBN 2070531619)    |
| 172 | La légende de Carthage | Azedine Beschaouch                                                                | Archéologie            | Archéologie            | 1993                       | (ISBN 9782070532124) |
| 173 | Pont-Aven : l'École buissonnière | Antoine Terrasse                                                                  | Arts                   | Peinture               | 1993                       | (ISBN 2070532097)    |
| 174 | Compostelle : le grand chemin | Xavier Barral i Altet (es)                                                        | Religions              | Religions              | 1993                       | (ISBN 9782070532490) |
| 175 | Cnossos : l'archéologie d'un rêve | Alexandre Farnoux                                                                 | Archéologie            | Archéologie            | 1993                       | (ISBN 207053183X)    |
| 176 | Ingmar Bergman, le magicien du Nord | N. T. Binh                                                                        | Arts                   | Cinéma                 | 1993                       | (ISBN 2070532186)    |
| 177 | Renoir : « il faut embellir » | Anne Distel                                                                       | Arts                   | Peinture               | 1993                       | (ISBN 9782070402434) |
| 178 | Vuillard : le temps détourné | Guy Cogeval                                                                       | Arts                   | Peinture               | 1993                       | (ISBN 9782072722882) |
| 179 | Le Corbusier : l'architecture pour émouvoir | Jean Jenger                                                                       | Arts                   | Architecture           | 1993                       | (ISBN 9782070532353) |
| 180 | Quand les cathédrales étaient peintes | Alain Erlande-Brandenburg                                                         | Arts                   | Architecture           | 1993                       | (ISBN 9782070347919) |
| 181 | Rabelais : Rire est le propre de l'homme | Jean-Yves Pouilloux                                                               | Littératures           | Littérature            | 1993                       | (ISBN 207053250X)    |
| 182 | Des hommes et des forêts | Raphaël Larrère, Olivier Nougarède                                                | Culture et société     | Traditions             | 1993                       | (ISBN 2070531511)    |
| 183 | Cléopâtre : vie et mort d'un pharaon | Édith Flamarion                                                                   | Histoire               | Histoire               | 1993                       | (ISBN 2070531929)    |
| 184 | La mine dévoreuse d'hommes | Joël Michel                                                                       | Sciences et techniques | Histoire               | 1993                       | (ISBN 2070532607)    |
| 185 | Les images du corps | Philippe Comar                                                                    | Arts                   | Sciences               | 1993                       | (ISBN 2070532534)    |
| 186 | Miró : Le peintre aux étoiles | Joan Punyet-Miró, Glòria Lolivier-Rahola                                          | Arts                   | Peinture               | 1993                       | (ISBN 9782070315444) |
| 187 | L'invention des musées | Roland Schaer                                                                     | Histoire               | Histoire               | 1993                       | (ISBN 9782070344505) |
| 188 | Divines Divas | André Segond                                                                      | Arts                   | Musique                | 1993                       | (ISBN 2070765210)    |
| 189 | Premiers chrétiens, premiers martyrs | Pierre-Marie Beaude                                                               | Religions              | Religions              | 1993                       | (ISBN 2070532119)    |
| 190 | Les mystères du vaudou | Laënnec Hurbon (en)                                                               | Religions              | Religions              | 1993                       | (ISBN 9782070531868) |
| 191 | Il était une fois la Mésopotamie | Jean Bottéro, Marie-Joseph Stève                                                  | Archéologie            | Archéologie            | 1993                       | (ISBN 9782070395705) |
| 192 | Le téléphone : Le monde à portée de voix | Patrice A. Carré                                                                  | Sciences et techniques | Techniques             | 1993                       | (ISBN 207053149X)    |
| 193 | Einstein : La joie de la pensée | Françoise Balibar                                                                 | Sciences et techniques | Sciences               | 1993                       | (ISBN 9782070347841) |
| 194 | La sagesse du Bouddha | Jean Boisselier                                                                   | Religions              | Religions              | 1993                       | (ISBN 9782070437504) |
| 195 | Le palais de la Découverte | Jean-Pierre Maury                                                                 | Sciences et techniques | Mémoire des lieux      | 1994                       | (ISBN 2070532585)    |
| 196 | Soliman : L'empire magnifique | Thérèse Bittar                                                                    | Histoire               | Histoire               | 1994                       | (ISBN 9782070532018) |
| 197 | Charles Quint : Empereur des deux mondes | Joseph Pérez                                                                      | Histoire               | Histoire               | 1994                       | (ISBN 2070532372)    |
| 198 | J'ai nom Jeanne la Pucelle | Régine Pernoud                                                                    | Histoire               | Histoire               | 1994                       | (ISBN 9782070532674) |
| 199 | Humboldt : savant-citoyen du monde | Jean-Paul Duviols, Charles Minguet                                                | Histoire               | Invention du monde     | 1994                       | (ISBN 2070531988)    |

## Volumes 200–299
| No  | Titre | Auteur                                                             | Série                  | Ancienne série       | Année de première parution | ISBN                 |
| --- | --- | ------------------------------------------------------------------ | ---------------------- | -------------------- | -------------------------- | -------------------- |
| 200 | Voyages en Utopie | Georges Jean (avec la collaboration de Nathalie Pighetti-Harrison) | Littératures           | Philosophie          | 1994                       | (ISBN 9782070531554) |
| 201 | Les Palestiniens dans le siècle | Elias Sanbar                                                       | Histoire               | Histoire             | 1994                       | (ISBN 9782070347056) |
| 202 | 6 juin 1944 : Le débarquement en Normandie (Trad. de l'anglais britannique par Pierre-M. Reyss)                                                                                            | Anthony Kemp (en)                                                  | Histoire               | Histoire             | 1994                       | (ISBN 2070583538)    |
| –   | 6 juin 1944 : Le débarquement en Normandie – Les Français du 6 juin (Collection « Découvertes Gallimard (Livre-CD) » — Édition spéciale du cinquantenaire : un livre et un disque compact) | Patrice Gélinet, Anthony Kemp                                      | Histoire               | Histoire             | 1994                       | (ISBN 2070585255)    |
| 203 | Manet : « j'ai fait ce que j'ai vu » | Françoise Cachin                                                   | Arts                   | Peinture             | 1994                       | (ISBN 9782070348862) |
| 204 | New York : Chronique d'une ville sauvage (Trad. de l'anglais des États-Unis par Cécile Bloc-Rodot, adapté de Metropolis: New York as Myth, Marketplace, and Magical Land)                  | Jerome Charyn                                                      | Culture et société     | Mémoire des lieux    | 1994                       | (ISBN 9782070532193) |
| 205 | La magie blanche de Saint-Pétersbourg | Dominique Fernandez                                                | Culture et société     | Mémoire des lieux    | 1994                       | (ISBN 9782070438884) |
| 206 | Déesses ou servantes de Dieu ? : Femmes et religions (Titre de la réédition — Femmes et religions : Déesses ou servantes de Dieu ?)                                                        | Odon Vallet                                                        | Religions              | Religions            | 1994                       | (ISBN 2070532577)    |
| 207 | Tous les jardins du monde | Gabrielle van Zuylen                                               | Culture et société     | Art de vivre         | 1994                       | (ISBN 9782070317646) |
| 208 | Sous la Manche, le tunnel | Bertrand Lemoine                                                   | Sciences et techniques | Techniques           | 1994                       | (ISBN 2070531880)    |
| 209 | Jean Renoir, cinéaste | Célia Bertin                                                       | Arts                   | Cinéma               | 1994                       | (ISBN 2070319989)    |
| 210 | « Gueules d'atmosphères » : Les acteurs du cinéma français (1929-1959) | Olivier Barrot, Raymond Chirat                                     | Arts                   | Cinéma               | 1994                       | (ISBN 2070532488)    |
| 211 | La Franc-Maçonnerie : Une fraternité révélée | Luc Nefontaine                                                     | Culture et société     | Traditions           | 1994                       | (ISBN 9782070349173) |
| 212 | L'odyssée des émigrants : Et ils peuplèrent l'Amérique | Nancy Green                                                        | Histoire               | Histoire             | 1994                       | (ISBN 2070531775)    |
| 213 | L'affaire Dreyfus : La République en péril | Pierre Birnbaum                                                    | Histoire               | Histoire             | 1994                       | (ISBN 9782070532773) |
| 214 | Paris libéré, Paris retrouvé | Christine Levisse-Touzé                                            | Histoire               | Histoire             | 1994                       | (ISBN 2070532801)    |
| 215 | L'Homme avant l'Homme : le scénario des origines | Herbert Thomas                                                     | Sciences et techniques | Sciences             | 1994                       | (ISBN 207053216X)    |
| 216 | Vers Tombouctou : L'Afrique des explorateurs II | Anne Hugon                                                         | Histoire               | Invention du monde   | 1994                       | (ISBN 2070532267)    |
| 217 | Périclès : l'apogée d'Athènes | Pierre Brulé                                                       | Histoire               | Histoire             | 1994                       | (ISBN 9782070532292) |
| 218 | Les Tsiganes : une destinée européenne | Henriette Asséo                                                    | Histoire               | Histoire             | 1994                       | (ISBN 9782070531561) |
| 219 | L'Assemblée nationale | Philippe Langenieux-Villard, Sylvie Mariage                        | Culture et société     | Mémoire des lieux    | 1994                       | (ISBN 2070532925)    |
| 220 | Jaurès : La parole et l'acte | Madeleine Rebérioux                                                | Histoire               | Histoire             | 1994                       | (ISBN 9782070532919) |
| 221 | L'École normale supérieure : Les chemins de la liberté | Nicole Masson                                                      | Culture et société     | Mémoire des lieux    | 1994                       | (ISBN 2070532844)    |
| 222 | Un Conservatoire pour les Arts et Métiers | Alain Mercier                                                      | Culture et société     | Mémoire des lieux    | 1994                       | (ISBN 2070532763)    |
| 223 | Au temps de l'impressionnisme (1863-1886) | Dominique Lobstein                                                 | Arts                   | Peinture             | 1994                       | (ISBN 2070532879)    |
| 224 | Gaumont, un siècle de cinéma (Titre de la nouvelle édition parue en 2015 — Gaumont : Depuis que le cinéma existe)                                                                          | François Garçon                                                    | Arts                   | Cinéma               | 1994                       | (ISBN 9782070532513) |
| 225 | Franz Schubert : le promeneur solitaire | Dominique Patier                                                   | Arts                   | Musique              | 1994                       | (ISBN 2070532453)    |
| 226 | L'aventure humanitaire | Jean-Christophe Rufin                                              | Histoire               | Histoire             | 1994                       | (ISBN 207053247X)    |
| 227 | Pleuvra, pleuvra pas : la météo au gré du temps | René Chaboud                                                       | Sciences et techniques | Sciences             | 1994                       | (ISBN 2070532755)    |
| 228 | À table ! : La fête gastronomique | Anthony Rowley                                                     | Culture et société     | Art de vivre         | 1994                       | (ISBN 9782070532711) |
| 229 | Pourquoi la peste ? : le rat, la puce et le bubon | Jacqueline Brossollet, Henri H. Mollaret                           | Sciences et techniques | Sciences             | 1994                       | (ISBN 2070532836)    |
| 230 | Babylone : À l'aube de notre culture | Jean Bottéro                                                       | Histoire               | Histoire             | 1994                       | (ISBN 9782070532551) |
| 231 | Derain : Un fauve pas ordinaire | Patrice Bachelard                                                  | Arts                   | Peinture             | 1994                       | (ISBN 2070532852)    |
| 232 | Le cheval, force de l'homme | Jean-Pierre Digard                                                 | Sciences et techniques | Histoires naturelles | 1994                       | (ISBN 2070532054)    |
| 233 | Poussin : « Je n'ai rien négligé » | Pierre Rosenberg, Renaud Temperini                                 | Arts                   | Peinture             | 1994                       | (ISBN 2070532690)    |
| 234 | La Radio : Rendez-vous sur les ondes | Antoine Sabbagh                                                    | Sciences et techniques | Techniques           | 1995                       | (ISBN 2070531759)    |
| 235 | Louis Pasteur : l'empire des microbes | Daniel Raichvarg                                                   | Sciences et techniques | Sciences             | 1995                       | (ISBN 9782070533008) |
| 236 | La Shoah : L'impossible oubli | Anne Grynberg                                                      | Histoire               | Histoire             | 1995                       | (ISBN 9782070533022) |
| 237 | Les Réformes : Luther, Calvin et les protestants | Olivier Christin                                                   | Religions              | Religions            | 1995                       | (ISBN 9782070532285) |
| 238 | Au cœur de Paris, un Palais pour la Justice | Jean Favard                                                        | Culture et société     | Mémoire des lieux    | 1995                       | (ISBN 2070532941)    |
| 239 | Modes & vêtements | Nathalie Bailleux, Bruno Remaury                                   | Culture et société     | Art de vivre         | 1995                       | (ISBN 2070532704)    |
| 240 | La Fontaine ou les métamorphoses d'Orphée | Patrick Dandrey                                                    | Littératures           | Littérature          | 1995                       | (ISBN 9782070362462) |
| 241 | Chagall : ivre d'images | Daniel Marchesseau                                                 | Arts                   | Peinture             | 1995                       | (ISBN 9782070532988) |
| 242 | La Renaissance de l'architecture, de Brunelleschi à Palladio | Bertrand Jestaz                                                    | Arts                   | Architecture         | 1995                       | (ISBN 9782070533138) |
| 243 | Brancusi : L'inventeur de la sculpture moderne | Marielle Tabart                                                    | Arts                   | Sculpture            | 1995                       | (ISBN 9782070355792) |
| 244 | 1939-1945 : Le monde en guerre (Trad. de l'anglais britannique par Pierre-M. Reyss) | Anthony Kemp (en)                                                  | Histoire               | Histoire             | 1995                       | (ISBN 9782070533206) |
| 245 | Charlot : Entre rire et larme (Trad. de l'anglais britannique par Frédéric Maurin) | David Robinson                                                     | Arts                   | Cinéma               | 1995                       | (ISBN 2070533174)    |
| 246 | Les Ateliers du 7e art 1 : Avant le clap | Jean-Pierre Berthomé                                               | Arts                   | Cinéma               | 1995                       | (ISBN 2070533050)    |
| 247 | Les Ateliers du 7e art 2 : Après le clap | Vincent Amiel                                                      | Arts                   | Cinéma               | 1995                       | (ISBN 2070533069)    |
| 248 | La bombe atomique : La stratégie de l'épouvante | Samy Cohen                                                         | Histoire               | Histoire             | 1995                       | (ISBN 2070532909)    |
| 249 | Le Muséum national d'histoire naturelle | Yves Laissus                                                       | Culture et société     | Mémoire des lieux    | 1995                       | (ISBN 2070533239)    |
| 250 | L'or de Troie ou le rêve de Schliemann | Hervé Duchêne                                                      | Archéologie            | Archéologie          | 1995                       | (ISBN 2070533107)    |
| 251 | L'ONU : Pour quoi faire ? | André Lewin                                                        | Histoire               | Histoire             | 1995                       | (ISBN 2070338592)    |
| 252 | Purcell, au cœur du Baroque | William Christie, Marielle D. Khoury                               | Arts                   | Musique              | 1995                       | (ISBN 9782070362707) |
| 253 | Chère Madame de Sévigné… | Roger Duchêne                                                      | Littératures           | Littérature          | 1995                       | (ISBN 2070533182)    |
| 254 | Le Caravage : peintre et assassin | José Frèches                                                       | Arts                   | Peinture             | 1995                       | (ISBN 9782070439133) |
| 255 | Les Compagnons ou l'amour de la belle ouvrage | François Icher                                                     | Culture et société     | Traditions           | 1995                       | (ISBN 9782070532742) |
| 256 | Les châteaux forts : De la guerre à la paix | Jean Mesqui                                                        | Arts                   | Architecture         | 1995                       | (ISBN 9782070347834) |
| 257 | Zola : la vérité en marche | Henri Mitterand                                                    | Littératures           | Littérature          | 1995                       | (ISBN 2070532887)    |
| 258 | Le western, quand la légende devient réalité | Jean-Louis Leutrat                                                 | Arts                   | Cinéma               | 1995                       | (ISBN 2070532224)    |
| 259 | Nos ancêtres les Romains | Roger Hanoune, John Scheid                                         | Histoire               | Histoire             | 1995                       | (ISBN 9782070531592) |
| 260 | Les Templiers : chevaliers du Christ | Régine Pernoud                                                     | Histoire               | Histoire             | 1995                       | (ISBN 9782070356966) |
| 261 | L'Institut de France, le parlement des savants | Antoine Marès                                                      | Culture et société     | Mémoire des lieux    | 1995                       | (ISBN 2070533298)    |
| 262 | Le Conservatoire de Paris ou les voies de la création | Laetitia Chassain-Dolliou                                          | Culture et société     | Mémoire des lieux    | 1995                       | (ISBN 2070533360)    |
| 263 | Paris insurgé : la Commune de 1871 | Jacques Rougerie                                                   | Histoire               | Histoire             | 1995                       | (ISBN 9782070446773) |
| 264 | Les routes du ciel | Benoît Heimermann                                                  | Histoire               | Invention du monde   | 1995                       | (ISBN 2070533042)    |
| 265 | L'Irlande au temps de la grande famine (Trad. de l'anglais par Pascale Froment) | Peter Gray (en)                                                    | Histoire               | Histoire             | 1995                       | (ISBN 2070533190)    |
| 266 | L'histoire engloutie ou l'archéologie sous-marine | Jean-Yves Blot                                                     | Archéologie            | Archéologie          | 1995                       | (ISBN 2070533115)    |
| 267 | Vivre vite, chroniques de la course automobile | Alain Dister                                                       | Culture et société     | Sports et jeux       | 1995                       | (ISBN 2070532933)    |
| 268 | De Clovis à Dagobert : les Mérovingiens (Titre de la nouvelle édition parue en 2005 — Les Mérovingiens : De Clovis à Dagobert)                                                             | Françoise Vallet                                                   | Histoire               | Histoire             | 1995                       | (ISBN 2070532399)    |
| 269 | Urbi et Orbi : Deux mille ans de papauté | Francesco Chiovaro, Gérard Bessière                                | Religions              | Religions            | 1995                       | (ISBN 2070533263)    |
| 270 | La 2 CV : Nous nous sommes tant aimés | Jacques Wolgensinger                                               | Culture et société     | Art de vivre         | 1995                       | (ISBN 9782070533473) |
| 271 | Courbet : Le poème de la nature | Pierre Georgel                                                     | Arts                   | Peinture             | 1995                       | (ISBN 9782070531325) |
| 272 | Che Guevara : Compagnon de la révolution | Jean Cormier (avec la collaboration de Jacques Lapeyre)            | Histoire               | Histoire             | 1996                       | (ISBN 9782070355518) |
| 273 | Les aventures de la BD | Claude Moliterni, Philippe Mellot, Michel Denni                    | Littératures           | Littérature          | 1996                       | (ISBN 2070533417)    |
| 274 | L'offensive rap | Olivier Cachin                                                     | Arts                   | Musique              | 1996                       | (ISBN 2070762742)    |
| 275 | Le Front populaire : La vie est à nous | Danielle Tartakowsky                                               | Histoire               | Histoire             | 1996                       | (ISBN 2070533301)    |
| 276 | Aux origines de la Syrie : Ebla retrouvée (Trad. de l’italien par Françoise Liffran) | Paolo Matthiae                                                     | Archéologie            | Archéologie          | 1996                       | (ISBN 2070533506)    |
| 277 | Corot : La mémoire du paysage | Vincent Pomarède, Gérard de Wallens                                | Arts                   | Peinture             | 1996                       | (ISBN 9782070533480) |
| 278 | Beaumarchais : Le voltigeur des Lumières | Jean-Pierre de Beaumarchais                                        | Littératures           | Littérature          | 1996                       | (ISBN 2070533573)    |
| 279 | Blaise Cendrars : l'or d'un poète | Miriam Cendrars                                                    | Littératures           | Littérature          | 1996                       | (ISBN 9782070586653) |
| 280 | La planète cyber : Internet et cyberespace | Jean-Claude Guédon                                                 | Sciences et techniques | Techniques           | 1996                       | (ISBN 2070533492)    |
| 281 | Au secours de la vie : La médecine d'urgence | Julien Emmanuelli, Xavier Emmanuelli                               | Sciences et techniques | Sciences             | 1996                       | (ISBN 2070533247)    |
| 282 | L'atome — De la recherche à l'industrie : Le commissariat à l'Énergie atomique | Marie-José Lovérini                                                | Sciences et techniques | Sciences             | 1996                       | (ISBN 2070533816)    |
| 283 | Le Printemps de Bourges : Chroniques des musiques d'aujourd'hui | Stéphane Davet, Franck Tenaille                                    | Arts                   | Musique              | 1996                       | (ISBN 2070533751)    |
| 284 | Figures de l'héraldique | Michel Pastoureau                                                  | Culture et société     | Traditions           | 1996                       | (ISBN 9782070533657) |
| 285 | Seul avec Dieu : L'aventure mystique | Jean-Pierre Jossua                                                 | Religions              | Religions            | 1996                       | (ISBN 9782070355143) |
| 286 | En route ! : La France par monts et par vaux | Florence Trystram                                                  | Culture et société     | Art de vivre         | 1996                       | (ISBN 2070533352)    |
| 287 | Bacon : Monstre de peinture | Christophe Domino                                                  | Arts                   | Peinture             | 1996                       | (ISBN 9782070533749) |
| 288 | L'invention du tourisme | Marc Boyer                                                         | Culture et société     | Art de vivre         | 1996                       | (ISBN 2070533557)    |
| 289 | Calder : La sculpture en mouvement | Arnauld Pierre                                                     | Arts                   | Sculpture            | 1996                       | (ISBN 9782070533831) |
| 290 | Avignon : Le royaume du théâtre | Antoine de Baecque                                                 | Arts                   | Mémoire des lieux    | 1996                       | (ISBN 2070338207)    |
| 291 | La France du Patrimoine : Les choix de la mémoire | Marie-Anne Sire                                                    | Culture et société     | Mémoire des lieux    | 1996                       | (ISBN 9782070320233) |
| 292 | François Truffaut : Les films de sa vie | Annette Insdorf                                                    | Arts                   | Cinéma               | 1996                       | (ISBN 2070532828)    |
| 293 | Léonard de Vinci : Art et science de l'univers (Titre italien : Leonardo da Vinci: arte e scienza dell'universo, trad. de l'italien par Françoise Liffran)                                 | Alessandro Vezzosi                                                 | Arts                   | Peinture             | 1996                       | (ISBN 9782070533534) |
| 294 | Descartes : Bien conduire sa raison | Pierre Guenancia                                                   | Littératures           | Philosophie          | 1996                       | (ISBN 2070533700)    |
| 295 | Au cœur de la Préhistoire : Chasseurs et artistes | Denis Vialou                                                       | Histoire               | Histoire             | 1996                       | (ISBN 9782070533015) |
| 296 | Les départements d'outre-mer : L'autre décolonisation | Robert Deville, Nicolas Georges                                    | Histoire               | Histoire             | 1996                       | (ISBN 2070534014)    |
| 297 | La Danse 1/ Du ballet de cour au ballet blanc | Jean-Pierre Pastori                                                | Arts                   | Musique et danse     | 1996                       | (ISBN 2070533395)    |
| 298 | Arthur et la Table ronde : La force d'une légende | Anne Berthelot                                                     | Littératures           | Littérature          | 1996                       | (ISBN 9782070533763) |
| 299 | L'Art et la Science : L'esprit des chefs-d'œuvre | Jean-Pierre Mohen                                                  | Sciences et techniques | Sciences             | 1996                       | (ISBN 2070594130)    |